# Toretsk
Toretsk (ukrainsk: Торецьк; russisk: Торецк}), tidligere Dzerzjynsk (ukrainsk: Дзержинськ; russisk: Дзержинск), er en by af regional betydning i Donetsk oblast (provins) i Ukraine.
Byen har en befolkning på omkring 31.413 (2021).

## Historie
Bosættelsen Shcherbynovka blev grundlagt i 1806 i Det Russiske Kejserrige.
I oktober 1938 blev bebyggelsen Shcherbynovka omdøbt til Dzerzjynsk, til ære for grundlæggeren af det sovjetiske hemmelige politi Feliks Dsjersjinskij.
I 1989 var der 50.538 indbyggere..
I 2013 var der 35.296 indbyggere..
Fra midten af april 2014 blev indtog pro-russiske separatister indtog flere byer i Donetsk Oblast; herunder tidligere Dzerzhynsk. Den 11. juli 2014 indledte ukrainske styrker angreb mod separatisterne. Den 21. juli 2014 sikrede ukrainske styrker byen fra de prorussiske separatister. Toretsk ligger kun få kilometer fra det separatist-kontrollerede Horlivka.
Efter lov om afkommunisering fra 2015 besluttede byrådet den 16. oktober 2015 at omdøbe byen til Toretsk. Navnet blev godkendt af Verkhovna Rada (det ukrainske parlament) den 4. februar 2016
Under Krigen i Donbass har vandforsyningen til byen været afbrudt flere gange.
Nikolai Ryzhkov, en tidligere premierminister i Sovjetunionen, blev født i byen i 1929.

## Galleri
- Byens indgang i 2008, da den hed Dzerzhynsk
- Toretsk Avanhard Stadium
- Boligblok i Toretsk
- Kulturpalads
- Interiøre i Kulturpaladset
- Bygninger i centrum
- Fenolfabrikkens klub
- Fenolfabrikken
- Toretsk jernbanestation
- Monumentet Den grædende mor